# Гимназия Будкевич
Гимназия М. Ф. Будкевич — памятник архитектуры начала XX века в Барнауле. Расположен в Центральном районе города на Красноармейском проспекте.

## История
Здание было построено в 1905 году и с 1907 до 1915 года служило частной гимназией бийской предпринимательницы Марии Флегонтовны Будкевич. Более 300 учениц изучали широкий круг дисциплин: русский язык и литературу, французский и немецкий языки, историю, географию, математику, Закон Божий, рисование, пение и рукоделие. Преподавательский состав был сформирован из квалифицированных кадров — учителя заканчивали высшие женские курсы и другие, приравненные к вузам учебные заведения.
Частная гимназии имела чуть больше свободы от надзора властей, но вместе с тем испытывала финансовые трудности. В 1915 году, когда супруги Эдуард и Мария Будкевичи вместе с дочерью Эмилией эмигрировали в Швейцарию, гимназия была преобразована в государственную, а в 1917 году прекратила свою существование. В советское время здесь располагался Институт усовершенствования учителей.

## Архитектура
Здание является одним из наиболее интересных примеров деревянного зодчества в Сибири. При этом оно многократно перестраивалось и постепенно потеряло свой первоначальный облик. В 1912 году был надстроен верхний этаж ко всему зданию, а угловой эркер увеличен до двух этажей и завершен большим шлемовидным куполом и шпилем, тем самым акцентируя угловое решение здания. Интересно оформлены окна — наличники с декоративной резьбой и карнизы уравновешивают собой несколько тяжеловесный эркер.
Здание входит в список памятников архитектуры краевого значения.

## Интересные факты
Сравнение фотографий здания начала XX и начала XXI века показывает наглядный прирост культурного слоя примерно на 0,5-1 метр.